# Panicum verrucosum
Panicum verrucosum là một loài thực vật có hoa trong họ Hòa thảo. Loài này được Muhl. mô tả khoa học đầu tiên năm 1817.